# 59417 Джіокасіллі
59417 Джіокасіллі (59417 Giocasilli) — астероїд головного поясу, відкритий 5 квітня 1999 року.
Тіссеранів параметр щодо Юпітера — 3,513.